# 樊德潤
樊德潤（1905年6月24日—1977年11月24日），字耀軒。黑龍江省望奎縣蓮花鎮人。民國37年（1948年）在黑龍江省選區當選第一屆立法委員

## 生平[1][2][3]
- 國立京師大學畢業
- 中央訓練團廿四期黨政班結業
- 革命實踐研究院廿期結業
- 黑龍江省政府秘書
- 哈爾濱特別區長官公署教育廳督學
- 安達中學校長
- 安徽省銅陵契稅局長
- 中國國民黨黑龍江省黨部委員、主任委員
- 中國國民黨立法院特種黨部委員
- 空軍軍官學校高級班教官
- 民國66年11月24日病逝[4]